# Paraulopus longianalis
Paraulopus longianalis is een straalvinnige vissensoort uit de familie van de paraulopiden (Paraulopidae). De wetenschappelijke naam van de soort is voor het eerst geldig gepubliceerd in 2010 door Sato, Gomon & Nakabo.